# Tarasówka (obwód grodzieński)
Tarasówka (biał. Тарасаўка, Tarasauka; ros. Тарасовка, Tarasowka) – chutor na Białorusi, w obwodzie grodzieńskim, w rejonie świsłockim, w sielsowiecie Niezbodzicze, przy granicy z Polską i przy linii kolejowej Andrzejewicze–Świsłocz–granica państwa.

## Historia
W dwudziestoleciu międzywojennym osada leżąca w Polsce, w województwie białostockim, w powiecie wołkowyskim, w gminie Jałówka. W 1921 miejscowość liczyła 16 mieszkańców, zamieszkałych w 2 budynkach, wyłącznie Białorusinów wyznania prawosławnego.
Po II wojnie światowej w granicach Związku Sowieckiego. Od 1991 w niepodległej Białorusi.